# Фріц Заукель
Ернст Фрідріх Крістоф «Фріц» Заукель (нім. Ernst Friedrich Christoph «Fritz» Sauckel; нар. 27 жовтня 1894, Гасфурт, Баварія — пом. 16 жовтня 1946, Нюрнберг, Бізонія) — німецький політичний, державний і військовий діяч часів Третього Рейху, обергруппенфюрер СС та СА, Генеральний уповноважений з використання робочої сили в системі чотирирічного плану, гауляйтер та рейхсштатгальтер Тюрингії. Один з головних відповідальних за організацію використання примусової праці в нацистській Німеччині. Засуджений Нюрнберзьким трибуналом до смертної кари та повішений 16 жовтня 1946 року в Нюрнберзі.

## Біографія
Фріц народився у сім'ї службовця пошти. Не закінчивши навчання у гімназії він пішов у торговий флот. 1914 року його корабель було затримано у французькому порту, а сам Заукель був інтернований. Після завершення Першої світової війни повернувся до Німеччини. 1922 року вступив у НСДАП та СА. З 1 березня 1925 року був гаугешафтсфюрером, а з 20 вересня 1927 — гауляйтером Тюрингії. У 1929—1933 — депутат тюрингенського ландтагу. З 5 травня 1933 року імперський намісник в Тюрингії. З 12 листопада 1933 був обраний депутатом Рейхстагу від Тюрингії.
9 вересня 1934 вступив в СС і отримав звання группенфюрера. 27 лютого 1942 його було призначено комісаром з робочої сили в управлінні чотирирічного плану. 21 березня 1942 був призначений генеральним уповноваженим з використання робочої сили. З 16 листопада 1942 імперський комісар оборони Тюрингії.
У травні 1945 Фріца заарештували. Він виступав перед Нюрнбергським трибуналом. Його було засуджено до смертної кари за воєнні злочини і злочини проти людяності (перш за все за депортацію іноземних робітників). Був повішений. Останніми словами Фріца були: «Я поважаю американських офіцерів та солдат, але не американську юстицію».

## Нагороди
- Спортивний знак СА в бронзі
- Почесний знак Німецького робітничого фронту в золоті

### Партійні нагороди
- Почесний знак Кобург
- Золотий партійний знак НСДАП
- Золотий почесний знак Гітлер'югенду (30 вересня 1937)[2]
- Медаль «За вислугу років в НСДАП» у бронзі, сріблі та золоті (25 років)
- Знак гау Тюрингія

### Відзнаки СС
- Кільце «Мертва голова»
- Почесний кут старих бійців
- Почесна шпага рейхсфюрера СС

## Галерея

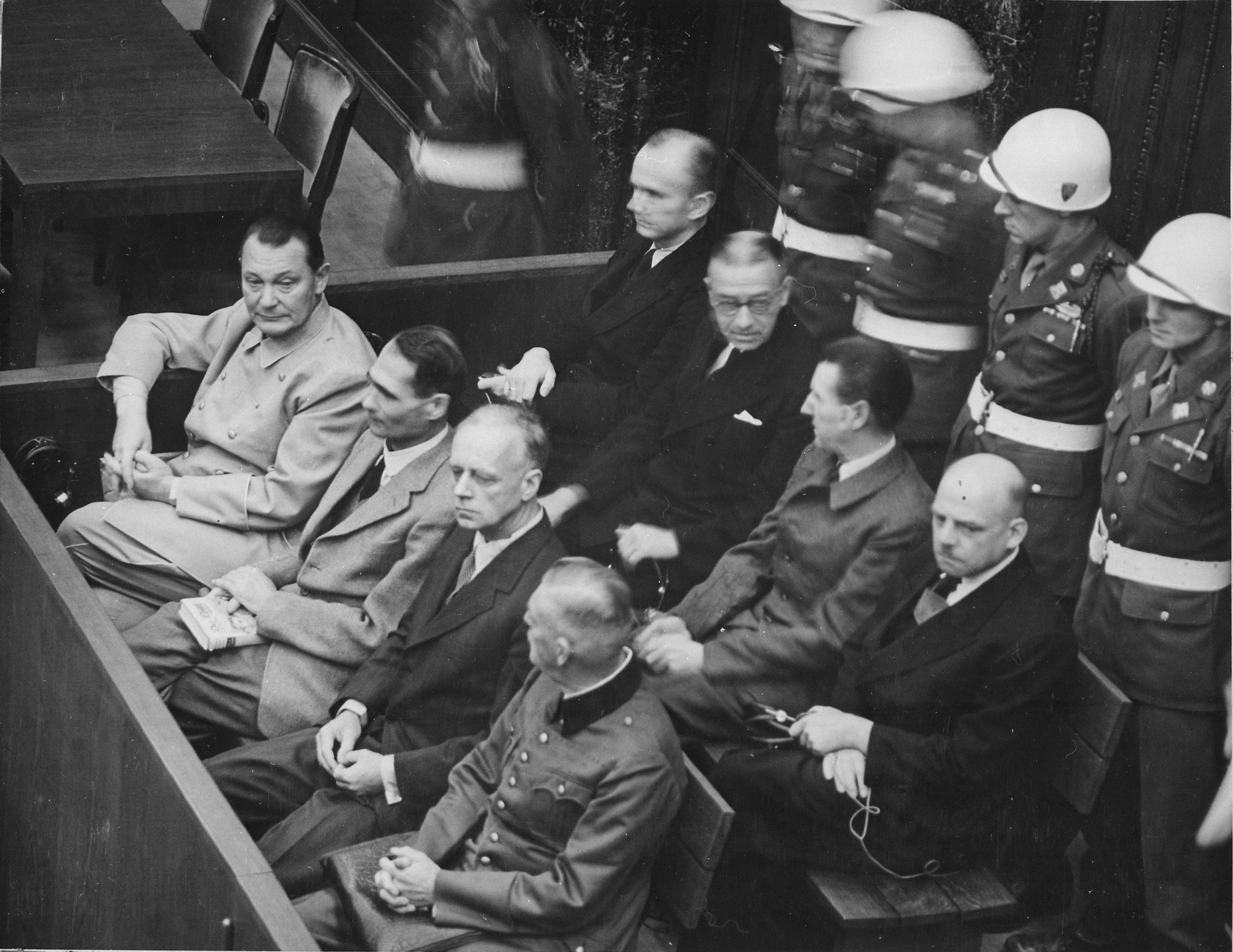
Підсудні на Нюрнберзькому процесі. Заукель - крайній справа у другому ряду.
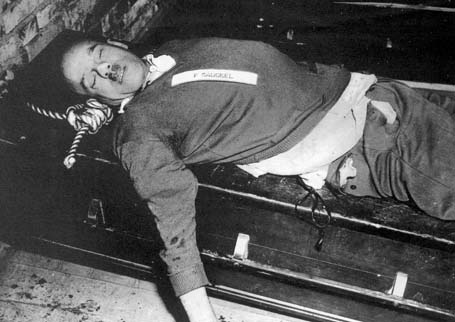
Тіло Заукеля після страти (16 жовтня 1946)